# Jadwiga Jędrzejowska (działaczka społeczna)
Jadwiga Jędrzejowska (ur. 13 grudnia 1904 w Warszawie, zm. 27 lutego 1978) – polska geolożka, nauczycielka, organizatorka pomocy społecznej.

## Życiorys
Była córką Ksawerego Praussa, ministra oświaty w latach 1918–1919 (rząd Jędrzeja Moraczewskiego) i posłanki PPS, Zofii Praussowej z Kuleszów. Dzieciństwo spędziła poza ziemiami polskimi z uwagi na działalność polityczną rodziców, którzy musieli opuścić kraj po aresztowaniach. W 1911 rodzina wróciła, a jej ojciec założył w Zakopanem szkołę dla słabowitych dzieci, do której również uczęszczała. Podczas bytności w Zakopanem poznała czołowe postacie ówczesnego życia umysłowego, takie jak Stefan Żeromski, Karol Szymanowski czy Wacław Sieroszewski. 
Maturę zdała w Warszawie, a potem rozpoczęła studia na Wydziale Geografii Uniwersytetu Warszawskiego. W 1923 przerwała naukę i wyszła za mąż za Henryka Jędrzejowskiego. Małżeństwo wyjechało do Paryża, gdzie mąż otrzymać miał pracę w Instytucie Radowym. W tym czasie ukończyła studia geologiczne na Sorbonie. 
Po powrocie do Warszawy znalazła pracę nauczycielki geografii w gimnazjum Współpraca, jak również organizowała kolonie dziecięce w Małkini. W 1932 cofnięto jej prawo nauczania, co było konsekwencją aresztowania jej męża – komunisty, który wcześniej, z uwagi na działalność w Komunistycznej Partii Polski, nie otrzymał stanowiska w Instytucie Radowym. Został on wydalony do ZSRS i wkrótce zamordowany przez komunistów sowieckich. Od tego czasu pozostała sama z 2-letnią córką. 
Począwszy od 1934 zajęła się organizacją placówki ułatwiającej podejmowanie pracy kobietom. Zorganizowała też Miejski Dom Kobiety przy ulicy Leszno (schronisko dla bezdomnych kobiet z dziećmi, z niewielkim szpitalem i kursami zawodowymi).
W czasie okupacji niemieckiej dom stał się placówką pracy konspiracyjnej, gdzie udzielano pomocy sanitarnej i wyrabiano nielegalne dokumenty. Redagowano tu również podziemny Tygodnik Informacyjny. Jędrzejowska kierowała wszystkimi tymi segmentami działalności i została aresztowana 13 listopada 1942. Osadzono ją na Pawiaku. W więziennym szpitalu przeszła operację, a potem zaczęła pracę w kolumnie sanitarnej, co umożliwiło jej stanie się istotnym elementem siatki konspiracyjnej Pawiaka, udzielając znaczącej pomocy licznym więźniom. 30 lipca 1944 przetransportowano ją do niemieckiego nazistowskiego obozu koncentracyjnego w Ravensbrück, gdzie zgłosiła się do pracy w szpitalu zakaźnym, gdzie według zachowanych relacji świadków przyczyniła się do uratowania dziesiątków istnień ludzkich. 5 marca 1945 wywieziona została do Stuttgartu, gdzie miała pracować w gospodzie. 
Po wyzwoleniu miasta przez wojska francuskie zajęła się organizacją pomocy dla Polaków i propagowaniem powrotów do kraju, co sama uczyniła, otrzymując stanowisko inspektora pracy w Ministerstwie Pracy i Opieki Społecznej. Była wydelegowana na Dolny Śląsk do pomocy kobietom wracającym z tułaczki wojennej (zorganizowała osiem ośrodków, m.in. dom we Wrocławiu i Janowicach Wielkich w 1946). W 1948 mianowano ją naczelnikiem Wydziału Socjalnego Polskiego Radia. W tym czasie utworzyła Dom Społeczny Polskiego Radia. Od 1951 była sekretarzem generalnym Centralnego Urzędu Radiofonii. W 1954 została dyrektorką Zarządu Urządzeń Turystycznych PTTK i zajmowała się organizacją turystyki masowej. W 1967 przeszła na emeryturę. Zmarła w wyniku ciężkiej choroby.
Była członkinią Polskiej Zjednoczonej Partii Robotniczej.

## Ordery i odznaczenia
- Złoty Krzyż Zasługi (dwukrotnie: 22 lipca 1947[2], 16 kwietnia 1949[3])